# Hermann Arthur Jahn
Hermann Arthur Jahn (* 31. Mai 1907 in Colchester, England; † 24. Oktober 1979 in Southampton) war ein englischer Physiker.

## Kindheit und Leben
Hermann Arthur Jahn war der Sohn von Friedrich Wilhelm Hermann Jahn und Marion May Curtiss. Sein Vater war im Jahr 1890 aus Deutschland nach England gekommen. Jahn erhielt seine Schulbildung in der Stadt Lincoln, bevor er zum Studium nach London verzog. 1948 wurde er auf den Lehrstuhl für Angewandte Mathematik an der University of Southampton berufen.
Im Jahr 1943 heiratete er Karoline Schuler in Hendon. Aus der Ehe gingen ein Sohn (* 1944) und eine Tochter (* 1946) hervor.

## Forschung
Jahn studierte 1925 bis 1928 Chemie am University College in London und schloss das Studium dort als Bachelor of Science (B. Sc.) ab. Er promovierte am 14. Februar 1935 bei Werner Heisenberg an der Universität Leipzig. Thema der Dissertation war Rotation und Schwingung des Methanmoleküls.
Bekannt wurde Hermann Arthur Jahn durch seine Arbeit gemeinsam mit Edward Teller, die 1937 publiziert wurde (H. A. Jahn, E. Teller, Proc. Royal Soc. London 161 (1937) 220).
Das in dieser Arbeit beschriebene Theorem wird heute als Jahn-Teller-Effekt bezeichnet.
Zu seinen Doktoranden zählt James Philip Elliott.